# Irtix
L'Irtix (en rus, Иртыш; en kazakh, Ertis / Эртiс; en tàtar, İrteş / Иртеш; en xinès, Erqisi / 额尔齐斯河) és un riu de Sibèria, l'afluent principal de l'Obi; de fet, és més llarg que l'Obi mateix. El nom significa «riu Blanc». La conca de l'Obi i l'Irtix és una de les principals d'Àsia i ocupa la major part de la Sibèria occidental i la regió de l'Altai. L'afluent principal de l'Irtix és el riu Tobol.
Des del seu naixement al Kara-Irtix (o Irtix Negre, denominació del seu primer tram) a l'Altai mongol, a la regió xinesa del Xinjiang, l'Irtix discorre en direcció nord-oest a través del llac Zaissan, al Kazakhstan, fins a trobar l'Obi prop de Khanti-Mansisk, a la Sibèria occidental (Rússia), després d'haver recorregut 4.248 km.
El nom d'aquest riu vol dir 'riu Blanc', però a la part del seu naixement, en territori de la República Popular de la Xina, fins a entrar en el Kazakhstan, rep el nom d'Irtix Negre. L'Irtix Negre es divideix en tres branques per una zona de maresmes, i després corre per la plana de Bosangir fins al llac Zaisan, i a una altura de 417 metres emergeix de nou, ja com a Irtix (Irtix Blanc).
Pel riu, hi naveguen vaixells de càrrega, de passatgers i petroliers d'abril a octubre, quan no està glaçat. La ciutat d'Omsk és la seu de la Companyia Naviliera de l'Irtix, de titularitat estatal, i és el principal port fluvial de la Sibèria occidental. Les centrals hidroelèctriques d'Öskemen (o Ust-Kamenogorsk) i Bakhtarminsk (1959) aprofiten les aigües de l'Irtix a la frontera entre el Kazakhstan i la Xina. El canal Irtix-Karaganda proveeix d'aigua de reg les seques estepes kazakhs.
A les riberes del riu, hi vivien xinesos, calmucs i mongols fins a l'arribada dels russos al final del segle xvi. La conquesta russa de la conca de l'Irtix no va culminar fins al començament del segle xix.
Les ciutats principals que travessa l'Irtix, des del naixement fins a la desembocadura a l'Obi, són: 
- al Kazakhstan: Öskemen (o Ust-Kamenogorsk), Semei (o Semipalàtinsk) i Pavlodar;
- a Rússia: Omsk, Tara, Tobolsk i Khanti-Mansisk.

## Geografia

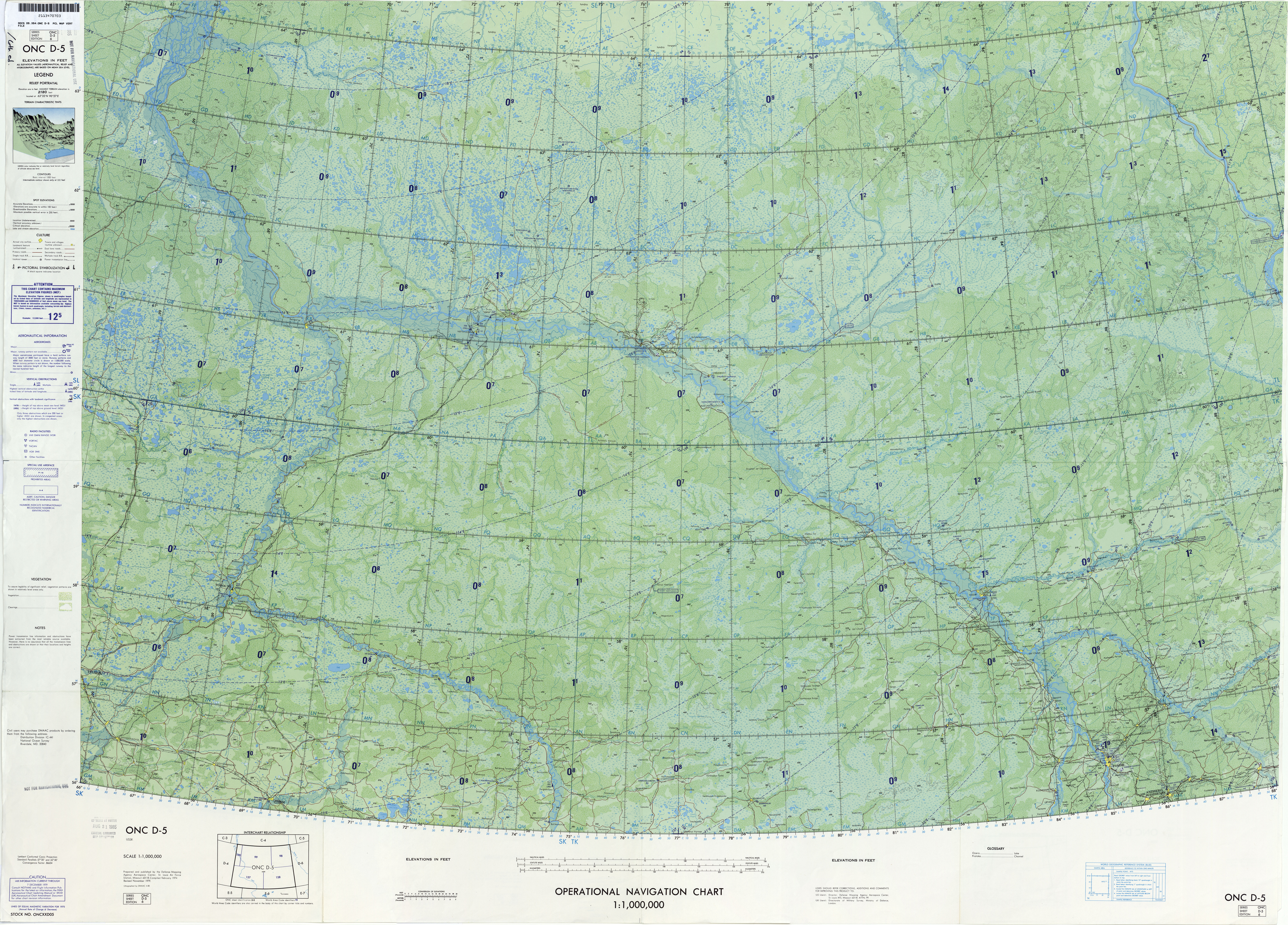
Mapa que inclou la part inferior del riu Irtix

Des dels seus orígens com el Kara Irtysh (Vast Irtysh, kara significa Vast en idiomes turcs però també negre. Però en el context i termes geogràfics generalment es refereix vast) a les muntanyes mongols altai en Xinjiang, la Xina, l'Irtix flueix cap al nord-oest a través del llac Zaysan a Kazakhstan, coneixent els rius Ixim i Tobol abans de fusionar-se amb l'Ob prop de Kh-Mansiysk en l'oest de Sibèria, Rússia després de 4.248 quilòmetres.

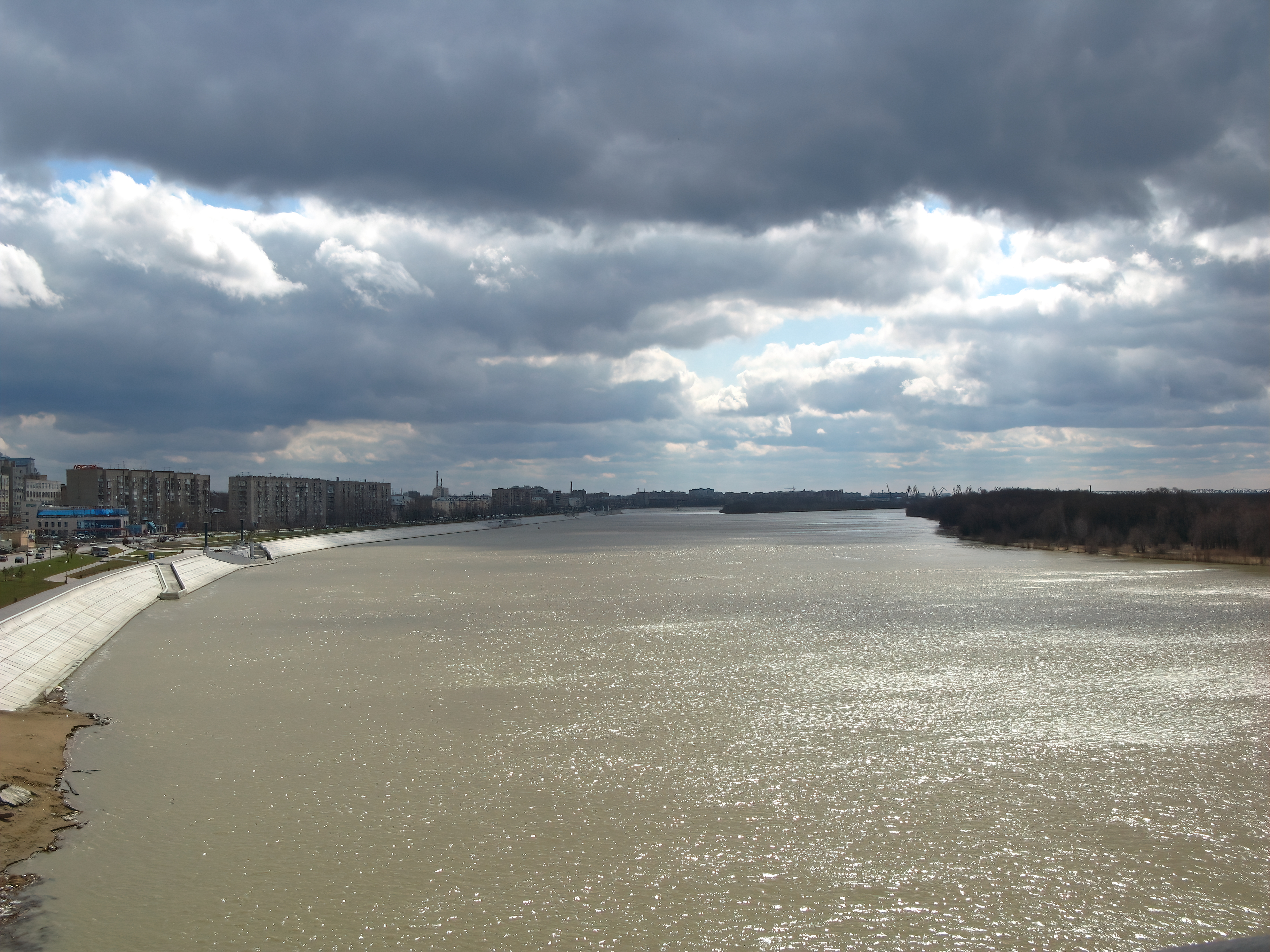
L'Irtix a Omsk

El nom Black Irtix (Kara Irtysh en kazajstán, o Cherny Irtysh en rus) és aplicat per alguns autors, especialment a Rússia i Kazakhstan, al curs superior del riu, des de la seva font que entra en el llac Zaysan. El terme White Irtix, en oposició al Black Irtix, es va fer servir ocasionalment en el passat per a referir-se a l'Irtix sota el llac Zaysan; ara aquest ús és en gran manera obsolet.

### Principals tributaris

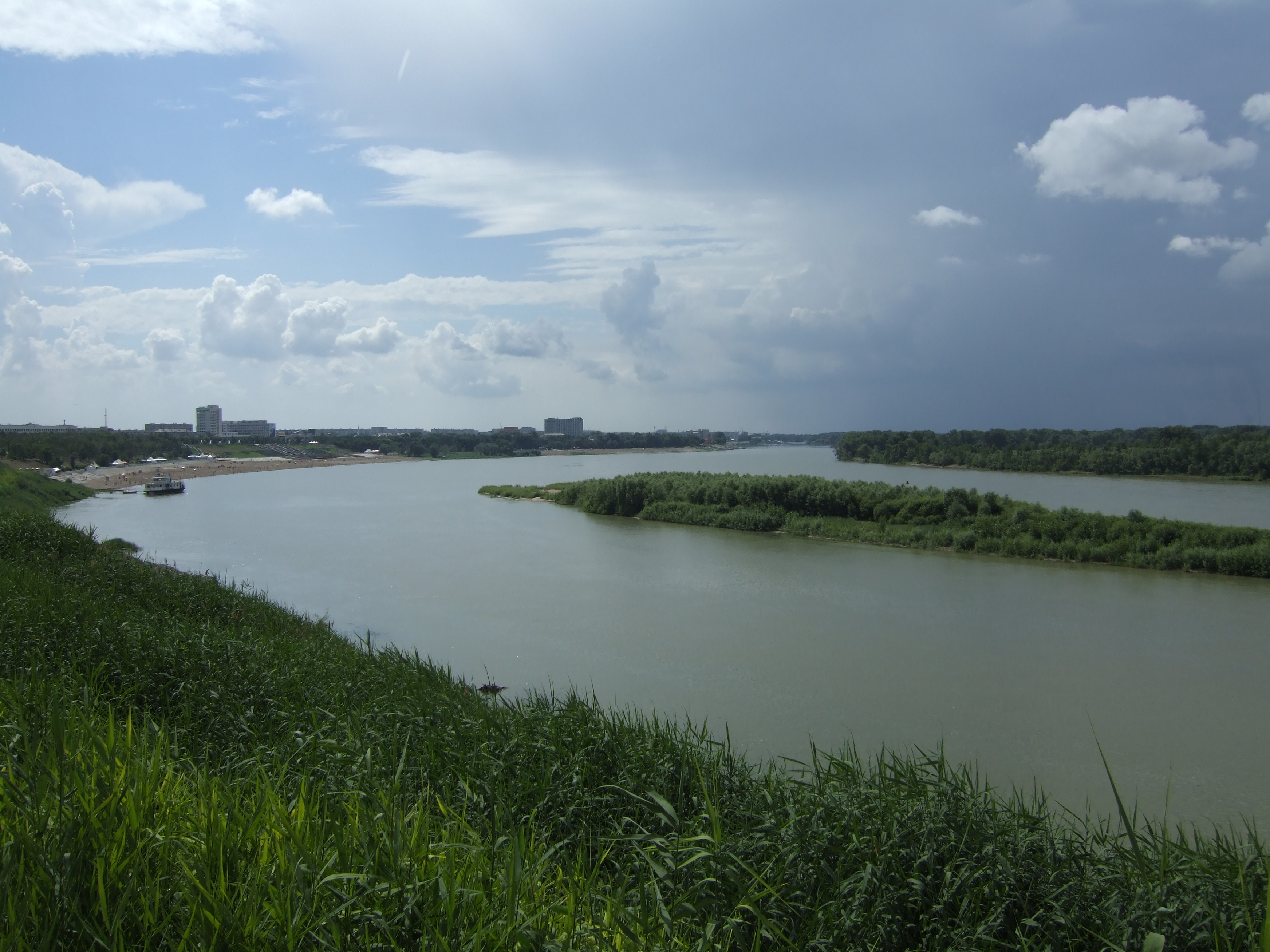
L'Irtix prop de Pavlodar a Kazakhstan

Els majors tributaris de l'Irtysh són, del naixement a la desembocadura:
- Kelan (dreta)
- Burqin (dreta)
- Kalzhyr (dreta)
- Kürshim (dreta)
- Naryn (dreta)
- Bukhtarma (dreta)
- Ulba (dreta)
- Uba (dreta)
- Chagan (esquerra)
- Om (dreta)
- Tara (dreta)
- Uy (dreta)
- Osha (esquerra)
- Shish (dreta)
- Ishim (esquerra)
- Tobol (esquerra)
- Noska (esquerra)
- Demyanka (dreta)
- Konda (esquerra)

### Ciutats

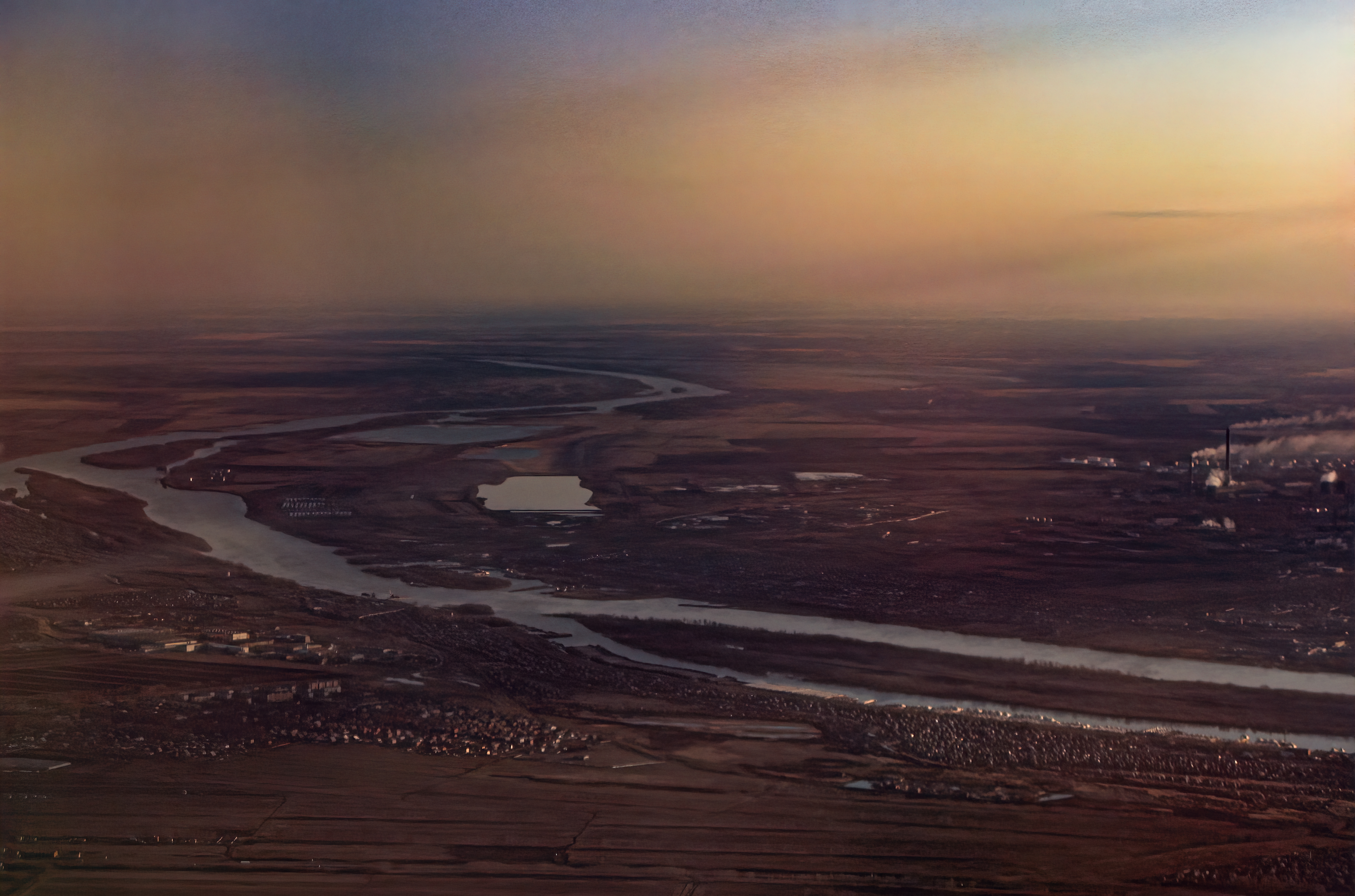
Vista aèria de l'Irtix a Omsk

Les principals ciutat al llarg del riu Irtix:
- a la Xina: Fuyun, Beitun, Burqin
- al Kazakhstan: Oskemen, Semei, Aksu, Pavlodar
- a Rússia: Omsk, Tara, Tobolsk, Khanti-Mansisk

## Història

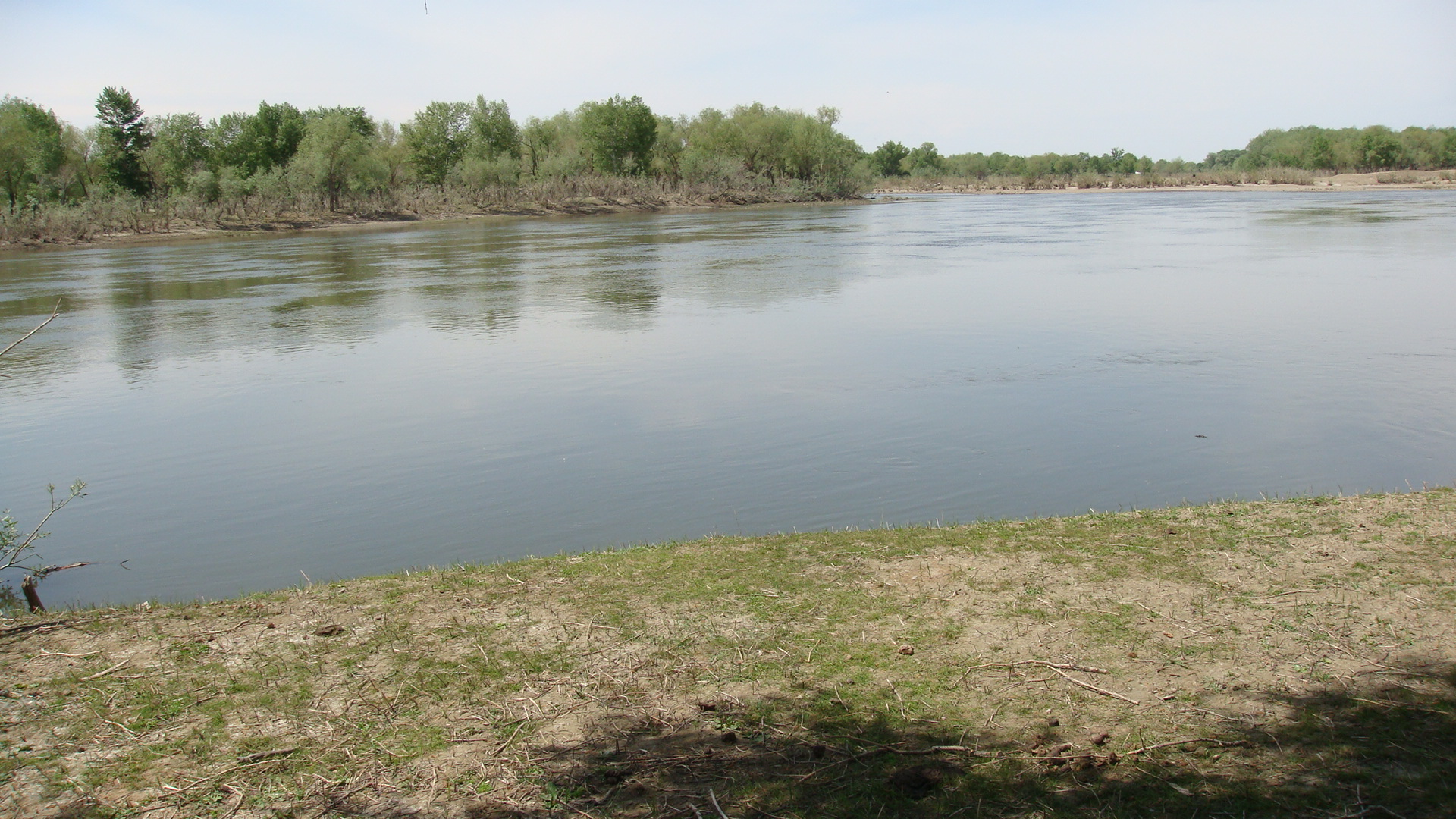
Paisatge del riu Irtix al comtat de Burqin, Xina

Una sèrie de pobles mongols i turcs van ocupar les ribes del riu durant molts segles. L'any 657, el general de la dinastia Tang Su Dingfang va derrotar a Ashina Helu, qaghan del Kaganat turc occidental, a la batalla del riu Irtix, posant fi a la campanya Tang contra els turcs occidentals. La derrota d'Helu va posar fi al Kaganat, va reforçar el control Tang de Xinjiang i va portar a la sobirania Tang sobre els turcs occidentals.
Als segles XV i XVI els cursos baixos i mitjans de l'Irtix es trobaven dins del Kanat de Sibèria; la seva capital, Qashliq (també coneguda com a Sibir) es trobava a l'Irtix a pocs quilòmetres aigües amunt de la desembocadura del Tobol (on es troba l'actual Tobolsk).
El khanat de Sibir va ser conquerit pels russos a la dècada de 1580. Els russos van començar a construir fortaleses i ciutats al costat dels llocs d'antigues ciutats tàrtares; una de les primeres ciutats russes a Sibèria (després de Tiumén) va ser Tobolsk, fundada el 1587 a la caiguda del Tobol a l'Irtix, aigües avall de l'antic Qashliq. Més a l'est, Tara es va fundar el 1594, aproximadament a la frontera del cinturó de la taigà (al nord) i l'estepa al sud.
Al segle xvii, el Kanat de Jungària, format pel poble mongol Oirat, es va convertir en el veí del sud de Rússia i controlava l'alt Irtix. Com a resultat de l'enfrontament de Rússia amb els jungars a l'època de Pere el Gran, els russos van fundar les ciutats d'Omsk el 1716, Semipalatinsk el 1718, Ust-Kamenogorsk el 1720 i Petropavl el 1752.
L'Imperi Qing xinès va conquerir Jungària a la dècada de 1750. Això va provocar un augment de l'atenció de les autoritats russes a la seva frontera; el 1756, el governador d'Orenburg, Ivan Neplyuyev, fins i tot va proposar l'annexió de la regió del llac Zaissan, però aquest projecte es va veure anticipat pels èxits xinesos. A Rússia (1759) es va plantejar la preocupació sobre la possibilitat (teòrica) d'una flota xinesa navegant des del llac Zaysan per l'Irtix i cap a Sibèria occidental. Una expedició russa va visitar el llac Zaissan el 1764 i va concloure que una invasió fluvial d'aquest tipus no seria probable. No obstant això, una cadena de piquets russos es va establir al riu Bukhtarma, al nord del llac Zaissan. Així, la frontera entre els dos Imperis a la conca d'Irtix es va delimitar aproximadament, amb una cadena (escassa) de llocs de guàrdia a ambdós costats.
La situació a les zones frontereres a mitjans del segle xix es descriu en un informe d'A. Abramof (ru; 1865). Tot i que la regió de Zaissan va ser reconeguda per ambdues parts com a part de l'Imperi Qing, havia estat utilitzada anualment per expedicions de pesca enviades per l’amfitrió cosac siberià. Les expedicions d'estiu van començar el 1803, i el 1822–25 el seu abast es va ampliar per tot el llac Zaissan i fins a la desembocadura del Black Irtix. A mitjans del segle xix, la presència dels Qing a l'Irtix superior es va limitar principalment a la visita anual del Qing amban des de Chuguchak a una de les estacions de pesca dels cosacs (Batavski Piket).
La frontera entre els Imperis rus i Qing a la conca d'Irtix es va establir al llarg de la línia força semblant a la frontera moderna de la Xina amb Rússia i Kazakhstan per la Convenció de Pequín de 1860. La línia fronterera real d'acord amb la convenció va ser traçada pel Protocol de Chuguchak (1864), deixant el llac Zaysan al costat rus. La presència militar de l'Imperi Qing a la conca d'Irtix es va enfonsar durant la revolta de Dungan de 1862–77. Després de la caiguda de la rebel·lió i la reconquesta de Xinjiang per Zuo Zongtang, la frontera entre els Imperis rus i els Qing a la conca d'Irtix va ser encara més lleugerament reajustada, a favor de Rússia, pel Tractat de Sant Petersburg (1881).

## Economia
A Kazakhstan i Rússia, els vaixells cisterna, de passatgers i de càrrega naveguen pel riu durant la temporada sense gel, entre abril i octubre. Omsk, seu de la seu de la companyia estatal de navegació del riu Irtix, funciona com el port fluvial més gran de Sibèria occidental.
A la secció del riu Kazakhstan hi ha actualment tres grans centrals hidroelèctriques, a saber, a Bukhtarma, Ust-Kamenogorsk i Shulbinsk. La resclosa més profunda del món, amb un desnivell de 42 m, permet que el trànsit fluvial passi per alt la presa d’Ust-Kamenogorsk. Hi ha plans per a la construcció de diverses preses més.

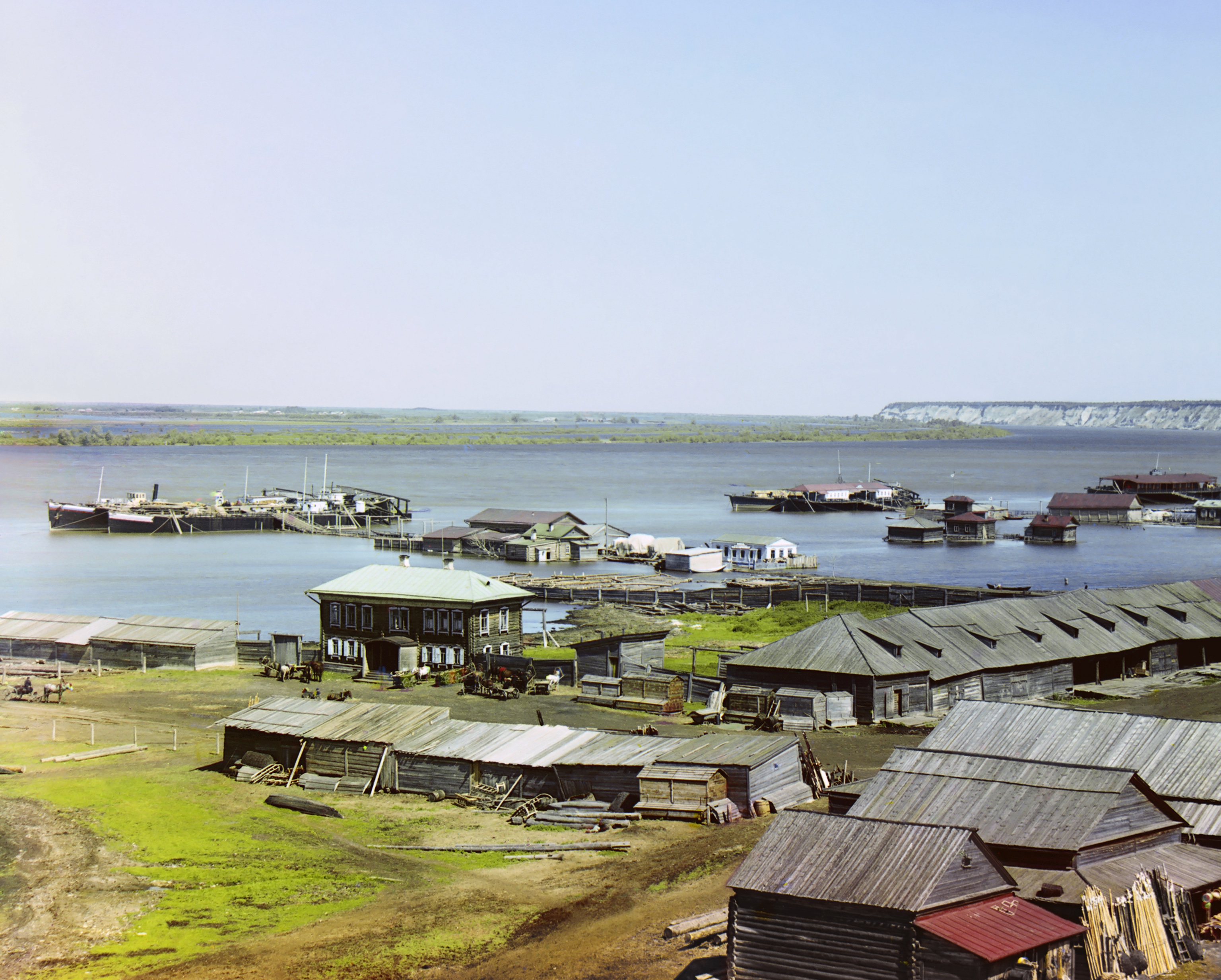
Molls del riu Tobolsk el 1912

També s'han construït tres preses a la secció xinesa de l'Irtix: la presa de Keketuohai (可可托海) (47° 10′ 51″ N, 89° 42′ 35″ E / 47.18083°N,89.70972°E), la presa de Kalasuke (喀腊塑克) (47° 08′ 14″ N, 88° 53′ 15″ E / 47.13722°N,88.88750°E), i el Projecte 635 Presa. També hi ha la presa de Burqin Chonghu'er i la presa de Burqin Shankou a l'afluent dret de l'Irtix, el riu Burqin i la presa de Jilebulake i la presa de Shankou del riu Haba.
Les propostes d'inversions del riu Nord, àmpliament discutides pels planificadors i científics de l'URSS als anys 60 i 70, enviarien part de l'aigua d'Irtix (i possiblement d'Ob) a les regions deficients d'aigua del Kazakhstan central i l'Uzbekistan. Algunes versions d'aquest projecte haurien vist la direcció del flux de l'Irtix invertida en la seva secció entre la desembocadura del Tobol (a Tobolsk) i la confluència de l'Irtix amb l'Ob a Khanty-Mansiysk, creant així un "Anti-Irtix". ". Tot i que aquests gegantins esquemes de transferència entre conques no es van implementar, es va construir un canal més petit Irtix-Karaganda entre 1962 i 1974 per subministrar aigua a les estepes seques del Kazakhstan i a un dels principals centres industrials del país, Kharagandí. El 2002, es van construir canonades per subministrar aigua des del canal fins al riu Ixim i la capital del Kazakhstan, Nursultan.
A la Xina, el 1987 es va construir un canal curt (presa d'aigua a47° 26′ 31″ N, 87° 34′ 11″ E / 47.44194°N,87.56972°E) per desviar part de l'aigua d'Irtix cap al llac endorreic llac Ulungur, el nivell del qual havia anat baixant precipitadament a causa de l'augment de l'ús del regadiu del principal afluent del llac, el riu Urungu. En els últims anys del segle XX i principis dels anys 2000, es va completar un projecte molt més important, el Canal Irtix–Karamay–Urümqi. L'augment de l'ús d'aigua a la Xina ha causat importants preocupacions entre els ecologistes kazakhs i russos. Segons un informe publicat per investigadors pesquers del Kazakhstan el 2013, l'ús total d'aigua d'Irtix a la Xina és d'uns 3 km3 per any; com a resultat, només aproximadament 2/3 del que seria el cabal "natural" del riu (6 km3 de 9 km3) arriba a la frontera kazakh.

### Xarxa hidrogràfica de l'Irtix
El riu Irtix té moltíssims afluents, i els més importants són els que recull la taula següent:

| Ramal | Ramal | km (boca) | Nom del riu         | Nom del riu         | Nom del riu         | Nom del riu         | Nom del riu         | Nom del riu         | Nom (rus)    | Desembocadura | Longitud (km) | Conca (km²) | Cabal (m³/s) | Kazakhstan | Subjectes federals russos | Tram                                 |
| —     | D     |           | Riu Kaldzir         | Riu Kaldzir         | Riu Kaldzir         | Riu Kaldzir         | Riu Kaldzir         | Riu Kaldzir         | -            | Irtych        | 120           | 3.090       | 20,1         | Kazakhstan | -                         | Curs Superior riu Ertis (Kazakhstan) |
| I     | —     |           | Riu Kandisu -       | Riu Kandisu -       | Riu Kandisu -       | Riu Kandisu -       | Riu Kandisu -       | Riu Kandisu -       |              | Llac Zaysan   | 180           | 3.500       | 3,75         | Kazakhstan | -                         | Curs Superior riu Ertis (Kazakhstan) |
| I     | —     |           | Riu Kokpekty        | Riu Kokpekty        | Riu Kokpekty        | Riu Kokpekty        | Riu Kokpekty        | Riu Kokpekty        | -            | Llac Zaysan   | 150           | 4.400       | 4,40         | Kazakhstan | -                         | Curs Superior riu Ertis (Kazakhstan) |
| —     | D     |           | Riu Kurčum          | Riu Kurčum          | Riu Kurčum          | Riu Kurčum          | Riu Kurčum          | Riu Kurčum          | Курчум       | Irtych        | 140           | 6.140       | 58           | Kazakhstan | -                         | Curs Superior riu Ertis (Kazakhstan) |
| —     | D     |           | Riu Narym           | Riu Narym           | Riu Narym           | Riu Narym           | Riu Narym           | Riu Narym           |              | Irtych        | 100           |             |              | Kazakhstan | -                         | Curs Superior riu Ertis (Kazakhstan) |
| —     | D     |           | Riu Buchtarma       | Riu Buchtarma       | Riu Buchtarma       | Riu Buchtarma       | Riu Buchtarma       | Riu Buchtarma       |              | Irtych        | 336           | 12.660      | 214          | Kazakhstan | -                         | Curs Superior riu Ertis (Kazakhstan) |
| —     | D     |           | Riu Ulba            | Riu Ulba            | Riu Ulba            | Riu Ulba            | Riu Ulba            | Riu Ulba            |              | Irtych        | 160           | 4.990       | 99           | Kazakhstan | -                         | Curs Superior riu Ertis (Kazakhstan) |
| —     | D     |           | Riu Uba             | Riu Uba             | Riu Uba             | Riu Uba             | Riu Uba             | Riu Uba             | Уба          | Irtych        | 278           | 9.850       | 178          | Kazakhstan | -                         | Curs Superior riu Ertis (Kazakhstan) |
| I     | —     |           | Riu Kyzylsu         | Riu Kyzylsu         | Riu Kyzylsu         | Riu Kyzylsu         | Riu Kyzylsu         | Riu Kyzylsu         |              | Irtych        |               |             |              | Kazakhstan | -                         | Curs Superior riu Ertis (Kazakhstan) |
| I     | —     |           | Riu Čar             | Riu Čar             | Riu Čar             | Riu Čar             | Riu Čar             | Riu Čar             | Чар          | Irtych        | 250           | 14.000      | 4,82         | Kazakhstan | -                         | Curs Superior riu Ertis (Kazakhstan) |
| I     | —     |           | Riu Chagan          | Riu Chagan          | Riu Chagan          | Riu Chagan          | Riu Chagan          | Riu Chagan          | Шаган        | Irtych        | 295           | 25.400      | 1,02         | Kazakhstan | -                         | Curs Superior riu Ertis (Kazakhstan) |
| —     | D     | 1.831     | Riu Om              | Riu Om              | Riu Om              | Riu Om              | Riu Om              | Riu Om              |              | Irtych        | 1.091         | 52.400      | 50           | -          | Rússia · Rússia           | Curs Medio                           |
| —     | —     | —         | —                   | Riu Tartas          | Riu Tartas          | Riu Tartas          | Riu Tartas          | Riu Tartas          |              | Riu Om        | 566           | 16.200      | 21,2         | -          | Rússia                    | Curs Medio                           |
| —     | —     | —         | —                   | Riu Itcha           | Riu Itcha           | Riu Itcha           | Riu Itcha           | Riu Itcha           | Ича          | Riu Om        | 240           | 3.300       | 4,81         | -          | Rússia                    | Curs Medio                           |
| —     | D     | 1.470     | Riu Tara            | Riu Tara            | Riu Tara            | Riu Tara            | Riu Tara            | Riu Tara            |              | Irtych        | 806           | 18.300      | 40,8         | -          | Rússia · Rússia           | Curs Medio                           |
| —     | D     | 1.374     | Riu Uy              | Riu Uy              | Riu Uy              | Riu Uy              | Riu Uy              | Riu Uy              | Уй           | Irtych        | 387           | 26.700      | 24           | -          | Rússia · Rússia           | Curs Medio                           |
| I     | —     | 1.332     | Riu Osha (Ocha)     | Riu Osha (Ocha)     | Riu Osha (Ocha)     | Riu Osha (Ocha)     | Riu Osha (Ocha)     | Riu Osha (Ocha)     | Оша          | Irtych        | 530           | 21.300      | 4,95         | -          | Rússia                    | Curs Medio                           |
| —     | D     | 1.288     | Riu Shish (o Chich) | Riu Shish (o Chich) | Riu Shish (o Chich) | Riu Shish (o Chich) | Riu Shish (o Chich) | Riu Shish (o Chich) | Шиш          | Irtych        | 378           | 5.270       | 15,2         | -          | Rússia                    | Curs Medio                           |
| —     | D     | 1.174     | Riu Tuy             | Riu Tuy             | Riu Tuy             | Riu Tuy             | Riu Tuy             | Riu Tuy             | Туй          | Irtych        | 507           | 8.490       | 31,3         | -          | Rússia                    | Curs Medio                           |
| I     | —     | 1.016     | Riu Ishim           | Riu Ishim           | Riu Ishim           | Riu Ishim           | Riu Ishim           | Riu Ishim           |              | Irtych        | 2.450         | 177.000     | 56,3         | Kazakhstan | Rússia · Rússia           | Curs Medio                           |
| —     | —     | —         | —                   | Riu Koluton         | Riu Koluton         | Riu Koluton         | Riu Koluton         | Riu Koluton         |              | Riu Ichim     | 200           |             |              | Kazakhstan | -                         | Curs Medio                           |
| —     | —     | —         | —                   | Riu Žabaj           | Riu Žabaj           | Riu Žabaj           | Riu Žabaj           | Riu Žabaj           |              | Riu Ichim     | 196           |             |              | Kazakhstan | -                         | Curs Medio                           |
| —     | —     | —         | —                   | Riu Terisakkan      | Riu Terisakkan      | Riu Terisakkan      | Riu Terisakkan      | Riu Terisakkan      |              | Riu Ichim     | 350           |             |              | Kazakhstan | -                         | Curs Medio                           |
| —     | —     | —         | —                   | Riu Akan-Burluk     | Riu Akan-Burluk     | Riu Akan-Burluk     | Riu Akan-Burluk     | Riu Akan-Burluk     |              | Riu Ichim     | 240           |             |              | Kazakhstan | -                         | Curs Medio                           |
| —     | —     | —         | —                   | Riu Iman-Burluk     | Riu Iman-Burluk     | Riu Iman-Burluk     | Riu Iman-Burluk     | Riu Iman-Burluk     |              | Riu Ichim     | 230           |             |              | Kazakhstan | -                         | Curs Medio                           |
| —     | —     | —         | —                   | Riu Bolchaya Tava   | Riu Bolchaya Tava   | Riu Bolchaya Tava   | Riu Bolchaya Tava   | Riu Bolchaya Tava   | Большая Тава | Riu Ichim     | 180           | 2.740       | 6,23         | -          | Rússia · Rússia           | Curs Medio                           |
| I     | —     | 729       | Riu Vagai           | Riu Vagai           | Riu Vagai           | Riu Vagai           | Riu Vagai           | Riu Vagai           |              | Irtych        | 555           | 23.200      | 35           | -          | Rússia                    | Curs Medio                           |
| I     | —     | 643       | Riu Tobol           | Riu Tobol           | Riu Tobol           | Riu Tobol           | Riu Tobol           | Riu Tobol           |              | Irtych        | 1.591         | 426.000     | 805          | -          | Rússia · Rússia           | Curs Inferior                        |
| —     | —     | —         | —                   | Riu Tavda           | Riu Tavda           | Riu Tavda           | Riu Tavda           | Riu Tavda           | Тавда        | Riu Tobol     | 719           | 88.100      | 440          | -          | Rússia · Rússia           | Curs Inferior                        |
| —     | —     | —         | —                   | —                   | Riu Pelym           | Riu Pelym           | Riu Pelym           | Riu Pelym           | Пелым        | Riu Tavda     | 707           | 15.200      | 100          | -          | Rússia                    | Curs Inferior                        |
| —     | —     | —         | —                   | —                   | Riu Lozva           | Riu Lozva           | Riu Lozva           | Riu Lozva           | Лозьва       | Riu Tavda     | 637           | 17.800      | 70           | -          | Rússia                    | Curs Inferior                        |
| —     | —     | —         | —                   | —                   | Riu Sosva           | Riu Sosva           | Riu Sosva           | Riu Sosva           | Сосьва       | Riu Tavda     | 635           | 24.700      | 113          | -          | Rússia                    | Curs Inferior                        |
| —     | —     | —         | —                   | —                   | —                   | Riu Lialia          | Riu Lialia          | Riu Lialia          | Ляля         | Riu Sosva     | 320           | 7.500       |              | -          | Rússia                    | Curs Inferior                        |
| —     | —     | —         | —                   | —                   | —                   | —                   | Riu Lobva           | Riu Lobva           | Лобва        | Riu Lialia    | 260           | 3.980       | 20,1         | -          | Rússia                    | Curs Inferior                        |
| —     | —     | —         | —                   | Riu Tura            | Riu Tura            | Riu Tura            | Riu Tura            | Riu Tura            | Тура́         | Riu Tobol     | 1.030         | 80.400      |              | -          | Rússia · Rússia           | Curs Inferior                        |
| —     | —     | —         | —                   | —                   | Riu Pychna          | Riu Pychna          | Riu Pychna          | Riu Pychna          | Пышма        | Riu Tura      | 603           | 19.700      | 34           | -          | Rússia · Rússia           | Curs Inferior                        |
| —     | —     | —         | —                   | —                   | Riu Nitsa           | Riu Nitsa           | Riu Nitsa           | Riu Nitsa           | Ница         | Riu Tura      | 262           | 22.600      |              | -          | Rússia                    | Curs Inferior                        |
| —     | —     | —         | —                   | —                   | —                   | Riu Neiva           | Riu Neiva           | Riu Neiva           | Нейва        | Riu Nitsa     | 294           | 5.600       | 19           | -          | Rússia                    | Curs Inferior                        |
| —     | —     | —         | —                   | —                   | —                   | Riu Rej             | Riu Rej             | Riu Rej             | Реж          | Riu Nitsa     | 219           | 4.400       | 11,9         | -          | Rússia                    | Curs Inferior                        |
| —     | —     | —         | —                   | —                   | Riu Tagil           | Riu Tagil           | Riu Tagil           | Riu Tagil           | Тагил        | Riu Tura      | 414           | 10.100      |              | -          | Rússia                    | Curs Inferior                        |
| —     | —     | —         | —                   | —                   | Riu Salda           | Riu Salda           | Riu Salda           | Riu Salda           | Салда        | Riu Tura      | 182           | 3.670       | 13,4         | -          | Rússia                    | Curs Inferior                        |
| —     | —     | —         | —                   | Riu Iset            | Riu Iset            | Riu Iset            | Riu Iset            | Riu Iset            | Исеть        | Riu Tobol     | 606           | 58.900      | 65,4         | -          | Rússia · Rússia · Rússia  | Curs Inferior                        |
| —     | —     | —         | —                   | —                   | Riu Miass           | Riu Miass           | Riu Miass           | Riu Miass           | Миасс        | Riu Iset      | 658           | 21.800      | 17           | -          | Rússia · Rússia · Rússia  | Curs Inferior                        |
| —     | —     | —         | —                   | —                   | Riu Tetcha          | Riu Tetcha          | Riu Tetcha          | Riu Tetcha          | Теча         | Riu Iset      | 240           | 715.000     | 6,63         | -          | Rússia · Rússia · Rússia  | Curs Inferior                        |
| —     | —     | —         | —                   | Riu Uy              | Riu Uy              | Riu Uy              | Riu Uy              | Riu Uy              | Уй           | Riu Tobol     | 462           | 34.400      | 13,6         | -          | Rússia · Rússia · Rússia  | Curs Inferior                        |
| —     | —     | —         | —                   | —                   | Riu Uvelka          | Riu Uvelka          | Riu Uvelka          | Riu Uvelka          | Увелька      | Riu Uy        | 260           | 4.700       | 4,3          | -          | Rússia                    | Curs Inferior                        |
| —     | —     | —         | —                   | —                   | Riu Toguzak         | Riu Toguzak         | Riu Toguzak         | Riu Toguzak         | Тогузак      | Riu Uy        | 200           | 7.970       | 2,9          | Kazakhstan | Rússia                    | Curs Inferior                        |
| —     | —     | —         | —                   | Riu Ubagan          | Riu Ubagan          | Riu Ubagan          | Riu Ubagan          | Riu Ubagan          | Убаган       | Riu Tobol     | 376           | 50.700      |              | Kazakhstan | Rússia                    | Curs Inferior                        |
| —     | —     | —         | —                   | Riu Aïat            | Riu Aïat            | Riu Aïat            | Riu Aïat            | Riu Aïat            | Аять         | Riu Tobol     | 225           | 11.000      | 4,88         | Kazakhstan | Rússia                    | Curs Inferior                        |
| —     | —     | —         | —                   | —                   | Riu Kartaly-Aïat    | Riu Kartaly-Aïat    | Riu Kartaly-Aïat    | Riu Kartaly-Aïat    | Карталы-Аят  | Riu Aïat      | 160           |             | 0,54         | -          | Rússia                    | Curs Inferior                        |
| —     | —     | —         | —                   | —                   | Riu Kamistiaïat     | Riu Kamistiaïat     | Riu Kamistiaïat     | Riu Kamistiaïat     | Карталы-Аят  | Riu Aïat      | 150           | 2.950       | 2,18         | Kazakhstan | Rússia                    | Curs Inferior                        |
| —     | D     | 422       | Riu Turtas          | Riu Turtas          | Riu Turtas          | Riu Turtas          | Riu Turtas          | Riu Turtas          | Туртас       | Irtych        | 241           | 12.100      | 39,9         | -          | Rússia · Rússia           | Curs Inferior                        |
| I     | —     |           | Riu Noska           | Riu Noska           | Riu Noska           | Riu Noska           | Riu Noska           | Riu Noska           | Носка        | Irtych        | 374           | 8.500       | 16,5         | -          | Rússia                    | Curs Inferior                        |
| —     | D     | 318       | Riu Demianka        | Riu Demianka        | Riu Demianka        | Riu Demianka        | Riu Demianka        | Riu Demianka        |              | Irtych        | 1.160         | 34.800      |              | -          | Rússia · Rússia           | Curs Inferior                        |
| —     | —     | —         | —                   | Riu Keum            | Riu Keum            | Riu Keum            | Riu Keum            | Riu Keum            |              | Riu Demianka  | 354           | 3.630       |              | -          | Rússia                    | Curs Inferior                        |
| —     | —     | —         | —                   | Riu Urna            | Riu Urna            | Riu Urna            | Riu Urna            | Riu Urna            |              | Riu Demianka  | 336           |             |              | -          | Rússia · Rússia           | Curs Inferior                        |
| —     | —     | —         | —                   | Riu Imgyt           | Riu Imgyt           | Riu Imgyt           | Riu Imgyt           | Riu Imgyt           |              | Riu Demianka  | 304           | 5.980       |              | -          | Rússia                    | Curs Inferior                        |
| I     | —     | 86        | Riu Konda           | Riu Konda           | Riu Konda           | Riu Konda           | Riu Konda           | Riu Konda           |              | Irtych        | 1.097         | 72.800      | 230          | -          | Rússia                    | Curs Inferior                        |
| —     | —     | —         | —                   | Riu Mulymya         | Riu Mulymya         | Riu Mulymya         | Riu Mulymya         | Riu Mulymya         | Мулымья      | Riu Konda     | 608           | 7.810       | 22,5         | -          | Rússia                    | Curs Inferior                        |
| —     | —     | —         | —                   | Riu Bolshoy Tap     | Riu Bolshoy Tap     | Riu Bolshoy Tap     | Riu Bolshoy Tap     | Riu Bolshoy Tap     | Большой Тап  | Riu Konda     | 504           | 6.700       |              | -          | Rússia                    | Curs Inferior                        |
| —     | —     | —         | —                   | Riu Kuma            | Riu Kuma            | Riu Kuma            | Riu Kuma            | Riu Kuma            | Кума         | Riu Konda     | 530           | 7.750       | 22,9         | -          | Rússia                    | Curs Inferior                        |
| —     | —     | —         | —                   | Riu Yukonda         | Riu Yukonda         | Riu Yukonda         | Riu Yukonda         | Riu Yukonda         |              | Riu Konda     | 324           | 6.870       |              | -          | Rússia                    | Curs Inferior                        |